# Pantera (canción)
«Pantera» es una canción de la cantante brasileña Anitta. Fue lanzada el 23 de octubre de 2019 como tercer sencillo de la banda sonora de la película Charlie's Angels (2019) a través de Republic Records.

## Antecedentes y lanzamiento
El 13 de septiembre de 2019, fue lanzada la canción «Don't Call Me Angel» como el primer sencillo de la banda sonora. El 11 de octubre Ariana Grande (encargada de la producción ejecutiva de la banda sonora) reveló la lista de canciones que formarían parte del álbum en redes sociales, en donde se dio a conocer la participación de Anitta. El 11 de octubre, fue lanzada la canción «How It's Done» como el segundo sencillo de la banda sonora y para el 23 de ese mismo mes fue lanzada «Pantera» como el tercer sencillo de esta. Ese mismo día fue publicado un audio/video de la canción en el canal de YouTube de la cantante.

## Recepción crítica
Suzette Fernandez de Billboard agregó que «[la intérprete] mezcla su voz suave y sexy para darle a la banda sonora un sabor latino distintivo».

## Recepción comercial
Después de su lanzamiento, «Pantera» logró debutar en el número 2 del top 10 de iTunes en Brasil, en el número 12 en Portugal, 24 en Bolivia y 235 en Bélgica. La canción también logró ingresar en la posición 160 del top 200 de Spotify Brasil.[cita requerida] El audio/video de la canción actualmente cuenta con más de 500,000 reproducciones en YouTube.

## Créditos y personal
Créditos adaptados para YouTube.
- Elof Loelv: productor, compositor, letrista, intérprete asociado, programación, teclados, bajo, batería, programación de sintetizador, guitarra
- Andrés Torres: productor, coproductor, intérprete asociado, guitarra
- Mauricio Rengifo: productor, coproductor
- Serban Ghenea: personal de estudio, mezclador
- John Hanes: personal de estudio, ingeniero de mezcla
- Randy Merrill: personal de estudio, ingeniero de masterización
- Lourdiz: intérprete asociado, vocalista de fondo
- Madeleine van der Veer: intérprete asociada, vocalista de fondo
- Pablo Christian Fuentes: compositor, letrista
- Andrés Torres: compositor, letrista
- Mauricio Rengifo: compositor, letrista
- Alyssa Lourdiz Cantu: compositora, letrista
- Larissa De Macedo Machado: vocalista principal, compositora, letrista
- Umberto Tavares: compositor, letrista